# ГЕС Тедорігава
ГЕС Тедорігава (手取川第一発電所) – гідроелектростанція в Японії на острові Хонсю. Знаходячись між ГЕС Шираміне (15 МВт, вище по течії) та ГЕС Тедорігава II, входить до складу каскаду на річці Тедорі, яка впадає до Японського моря дещо північніше за місто Комацу. 

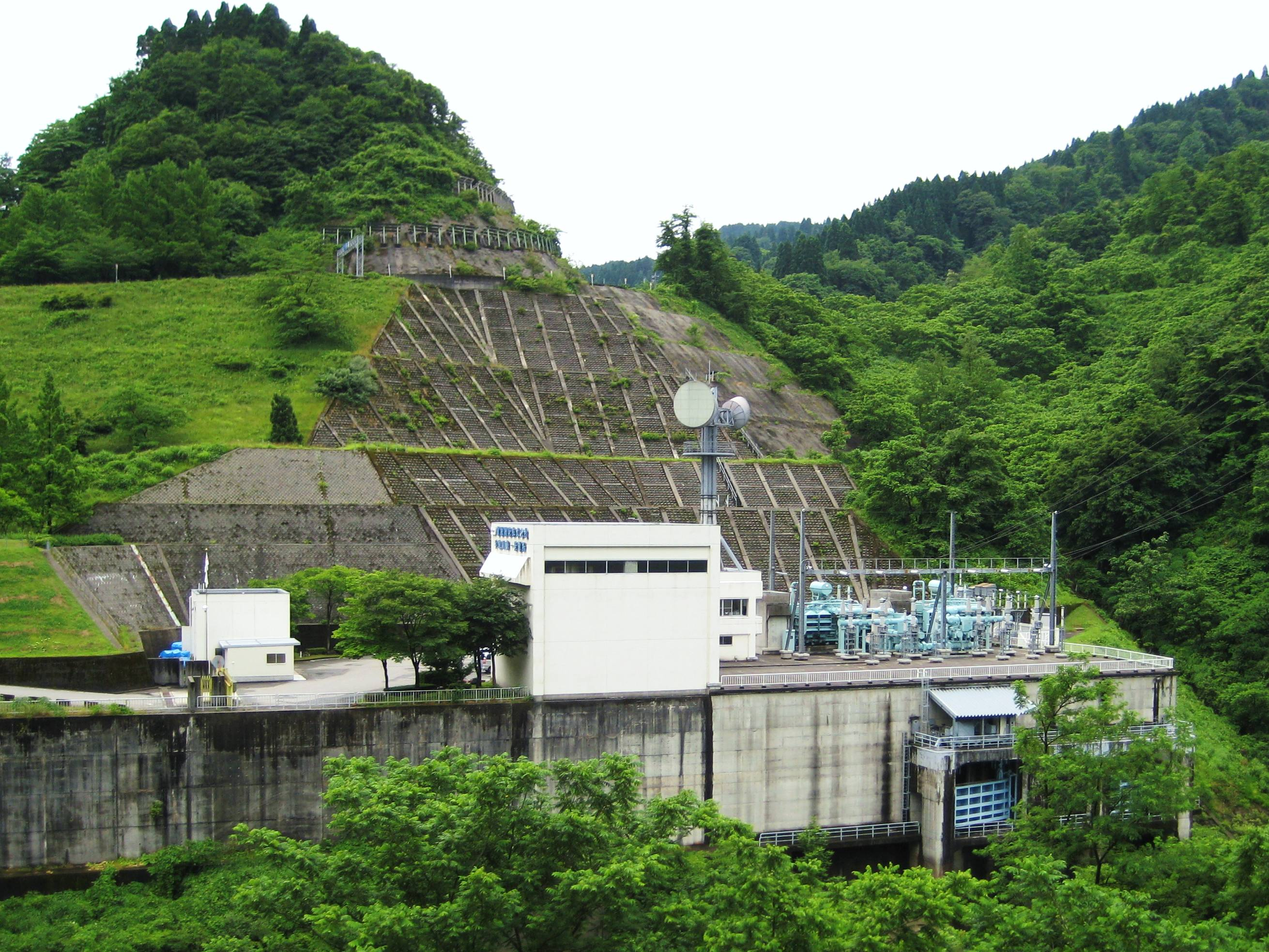
Машинний зал станції Тедорігава

В межах проекту річку перекрили кам’яно-накидною греблею висотою 153 метра, довжиною 420 метрів та шириною по гребеню 12 метрів, яка потребувала 10,5 млн м3 матеріалу. Вона утримує водосховище з площею поверхні 5,25 км2 і об’ємом 231 млн м3 (корисний об’єм 190 млн м3), в якому припустиме коливання рівня у операційному режимі між позначками 405 та 464 метра НРМ (під час  повені до 465 метрів НРМ). Окрім власного стоку до сховища подається додатковий ресурс із правих приток Тедорі річок Сенамі та Озо, а також із Ютані (права притока Озо), Метсука та Арайя (ліві притоки Озо). Довжина прокладеної для цього водозбірної траси становить понад 10 км. 
Зі сховища під лівобережним масивом прокладено дериваційний тунель довжиною 1,5 км з діаметром 7 метрів, який переходить у напірний водовід довжиною 0,56 км зі спадаючим діаметром від 6,8 до 6,5 метра. Крім того, в системі працює вирівнювальний резервуар висотою 108 метрів з діаметром від 12 до 23 метрів.
Основне обладнання станції становлять дві турбіни типу Френсіс потужністю по 129 МВт (номінальна потужність станції рахується як 250 МВт), які використовують напір у 162 метра та забезпечує виробництво 260 млн кВт-год електроенергії на рік.